# ケイティケイ
ケイティケイ株式会社（英: ktk Inc.）は、愛知県名古屋市東区に本社を置く、自社工場製のリサイクルトナーや、各種OAサプライ商品などの販売会社。

## 概要
1971年（昭和46年）6月、会社設立。
トナーカートリッジ・インクカートリッジ・インクリボンのリサイクル商品を自社工場で製造し、ユーザへ直接販売する事を主力事業としている。
また、リサイクル以外のプリンター消耗品（新品）や、文具事務用品・オーダーメイド印刷・オフィス家具・OA機器（プリンター本体・複合機・シュレッダーなど）も取り扱う。
これらの商品は、営業社員がユーザへ訪問して提案するという販売方法に加え、インターネットやカタログによる通信販売も行っている。

## 沿革
- 1971年（昭和46年）6月29日 - 「カトー特殊計紙株式会社」として設立[2]。
- 1973年（昭和48年）4月 - 自社ブランドの計算機用記録紙（ロールペーパー）の販売を開始。
- 1977年（昭和52年）3月 - オンライン端末機用カセットリボンの巻替えのよる再利用方法「リパックリボン」を開発。
- 1985年（昭和60年）5月 - インクリボン再生工場（現：株式会社アイオーテクノ）を愛知県春日井市に建設。
- 1990年（平成2年）6月 - インクリボンの再生業務拡大のため、株式会社アイオーテクノ設立。
- 1995年（平成7年）7月 - トナーカートリッジのリサイクル（再生）業務「リパックトナー」を開始。
- 1998年（平成10年）9月 - 長野県駒ヶ根市に新工場を建設し、トナーカートリッジのリサイクル（再生）業務「リパックトナー」を強化。
- 2002年（平成14年）9月 - 株式会社アイテクノを吸収合併し、同時に「ケイティケイ株式会社」に商号を変更。
- 2004年（平成16年）2月1日 - オフィス向けOAサプライ通販「はっするネット」をスタート。
- 2006年（平成18年）
  - 4月18日 - ジャスダックへ株式を上場。
  - 6月 - 株式会社スワットビジネスの株式を取得し子会社化。
- 2007年（平成19年）5月 - 株式会社スワットビジネスを吸収合併。
- 2010年（平成22年）4月6日 - コスモスベリーズ株式会社とBFC（ベリーズ・フレンド・チェーン）加盟契約を締結。
- 2011年（平成22年）4月 - 「はっするネット」のFC（フランチャイズチェーン）事業を開始。
- 2012年（平成24年）12月21日 - 株式会社青雲クラウンを株式交換により完全子会社化。
- 2013年（平成25年）12月 - SBMソリューション株式会社の株式を取得し完全子会社化。
- 2014年（平成26年）6月23日 - 株式会社キタブツより株式会社キタブツ中部の全株式を取得し子会社化。
- 2016年（平成28年）
  - 2月8日 - 個人事業主向けのリサイクルトナー・インク販売サイト「ktk Repack★store（リパックストア）」をオープン。
  - 3月22日 - ソリューション事業部を株式会社ケイティケイソリューションズとして新設分割。
  - 8月21日 - 子会社の株式会社アイオーテクノを吸収合併[3]。
- 2018年（平成30年）
  - 1月 - 「名古屋市ワーク・ライフ・バランス推進企業」の認証を取得。
  - 2月26日 - 駒ヶ根工場に隣接する「駒ヶ根物流センター」を開設。
- 2019年（令和元年）
  - 7月8日 - 青森県青森市に「青森営業所」を開設。
  - 8月1日 - 「あいち女性輝きカンパニー」の認証を取得。
- 2020年（令和2年）3月31日 - 株式会社エス・アンド・エスを孫会社化[4]。
- 2022年（令和4年）
  - 3月31日 - 株式会社イコリスの全株式を取得し子会社化[1][5]。
  - 4月18日 - 名古屋証券取引所メイン市場へ株式を上場[6]。
- 2025年（令和6年）7月31日 - 株式会社アクシスより株式会社じぶんスペースの全株式を取得し完全子会社化[7]。

## 事業所
- 本社（愛知県名古屋市東区）
- 東京支店（東京都品川区）
- 名古屋支店（愛知県名古屋市東区）
- 大阪支店（大阪府大阪市中央区）
- 札幌営業所（北海道札幌市中央区）
- 青森営業所（青森県青森市）
- 仙台営業所（宮城県仙台市太白区）
- 千葉営業所（千葉県千葉市中央区）
- 埼玉営業所（埼玉県さいたま市南区）
- 横浜営業所（神奈川県横浜市西区）
- 静岡営業所（静岡県静岡市駿河区）
- 浜松営業所（静岡県浜松市中央区）
- 松本営業所（長野県松本市）
- 富山営業所（富山県射水市）
- 岡崎営業所（愛知県岡崎市）
- 岐阜営業所（岐阜県岐阜市）
- 三重営業所（三重県四日市市）
- 京都営業所（京都府京都市下京区）
- 松山営業所（愛媛県松山市）
- 広島営業所（広島県広島市中区）
- 福岡営業所（福岡県福岡市博多区）
- 駒ヶ根物流センター（長野県駒ヶ根市）
- 小牧物流センター（愛知県小牧市）
- 駒ヶ根工場（長野県駒ヶ根市）
- 春日井工場（愛知県春日井市）